# Dům na náměstí Republiky čp. 6
Dům na náměstí Republiky čp. 6 (též náměstí Republiky č. orient. 5 nebo Rooseveltova 1 nebo U Klotzů) je nárožní, původně renesanční měšťanský dům při ústí Rooseveltovy ulice do náměstí Republiky v Plzni.

## Historie
Nejstarší písemná zmínka o domě na této parcele pochází z roku 1578, kdy dům získal bohatý kupec a purkmistr Matouš Hauf. Krátce nato byl na místě zbudován renesanční objekt, jehož prvky (portál, klenuté prostory v přízemí) se dochovaly dodnes. V polovině 18. století (již v roce 1756) prošel dům rokokovou úpravou, a poté – v 1. polovině 19. století – ještě úpravou klasicistní. V roce 1866 shořela střecha.
Od roku 1958 je dům chráněn jako kulturní památka.

## Majitelé
Vlastnímy domu byli:
- purkmistr Matouš Houf, který dům získal v roce 1578, a jeho manželka Anna, která dům po jeho smrti zdědila
- Jan Rudolf Wolfingar
- František Volfingar z Volfspachu a Ploskovic, který dům vlastnil do roku 1686
- obec Plzeň, v jejímž vlastnictví byl dům v letech 1686 – 1723
- Dorota Troppová a její syn Jan, kteří dům vlastnili v letech 1723–56
- Jan Tobiáš Hallaš, příbuzný Troppů, který od nich dům získal v roce 1756
- opět obec Plzeň, která dům vlastnila do roku 1771
- Jan Barton, který dům získal v roce 1771
- Václav Sammer, jehož vlastnictví je doloženo od roku 1817
- obchodník Vilém Klotz s rodinou
- Wilhelm Rösch a dědicové po Josefu Röschovi, jimž dům patřil v letech 1876 – 1938

## Architektura
Památkově chráněný objekt se skládá ze čtyř částí:
1. přední dům
2. západní dvorní křídlo
3. severovýchodní dvorní křídlo
4. severní stavení

Přední dům, jehož fasáda je viditelná z ulice, stojí na půdorysu tvaru písmene L a je završen sedlovou střechou, na východní straně s valbou. Přízemí je členěno kvádrovanými lizénami, patra potom pilastry s hlavicemi s volutami a rokajovým ornamentem. Ve fasádě směřující do náměstí je k pravé straně excentricky umístěný pískovcový portál s vrcholovým klenákem s kartuší. Okna v patrech jsou obdélníková, někde sdružená, vsazená v šambránách s uchy a čabrakami a s rokajovým onamentem pod parapetní římsou. Suprafenestry v prvním patře jsou zdobeny štukovými plastickými mušlemi. Nad korunní římsou má dům nízkou atiku.

## Renesanční stropní freska
Když byl v roce 2017 zazdíván nárožní průchod, který byl v domě proražen v roce 1951, byla v přízemí domu, v místě tohoto průchodu, objevena renesanční freska z let 1570–90, zasahující klenby, žebroví i stěny bývalého sálu. Freska, měřící přes 70 m2, zřejmě vznikla pod vedením italského umělce Giovanniho de Statia, který se svojí dílnou v té době budoval renesanční plzeňskou radnici. Tato teorie je dokládána skutečností, že ústřední medailon fresky, s postavou žehnajícího Boha Otce, je v podstatě totožný s vyobrazením stejného námětu právě v interiéru plzeňské radnice. Další indicií ukazující ke Statiovi je detailně namalovaná postava v zadní lunetě. Ta sedí na perspektivně kvalitně provedeném rámování, což ukazuje na umělce severoitalské školy, které byla tou dobou již s perspektivnou obeznámena. Lze předpokládat, že Giovanni de Statia byl i autorem celého architektonického návrhu původního domu čp. 6 ze 16. století.